# 巴魯蘭國家公園
7°50′S 114°22′E / 7.833°S 114.367°E

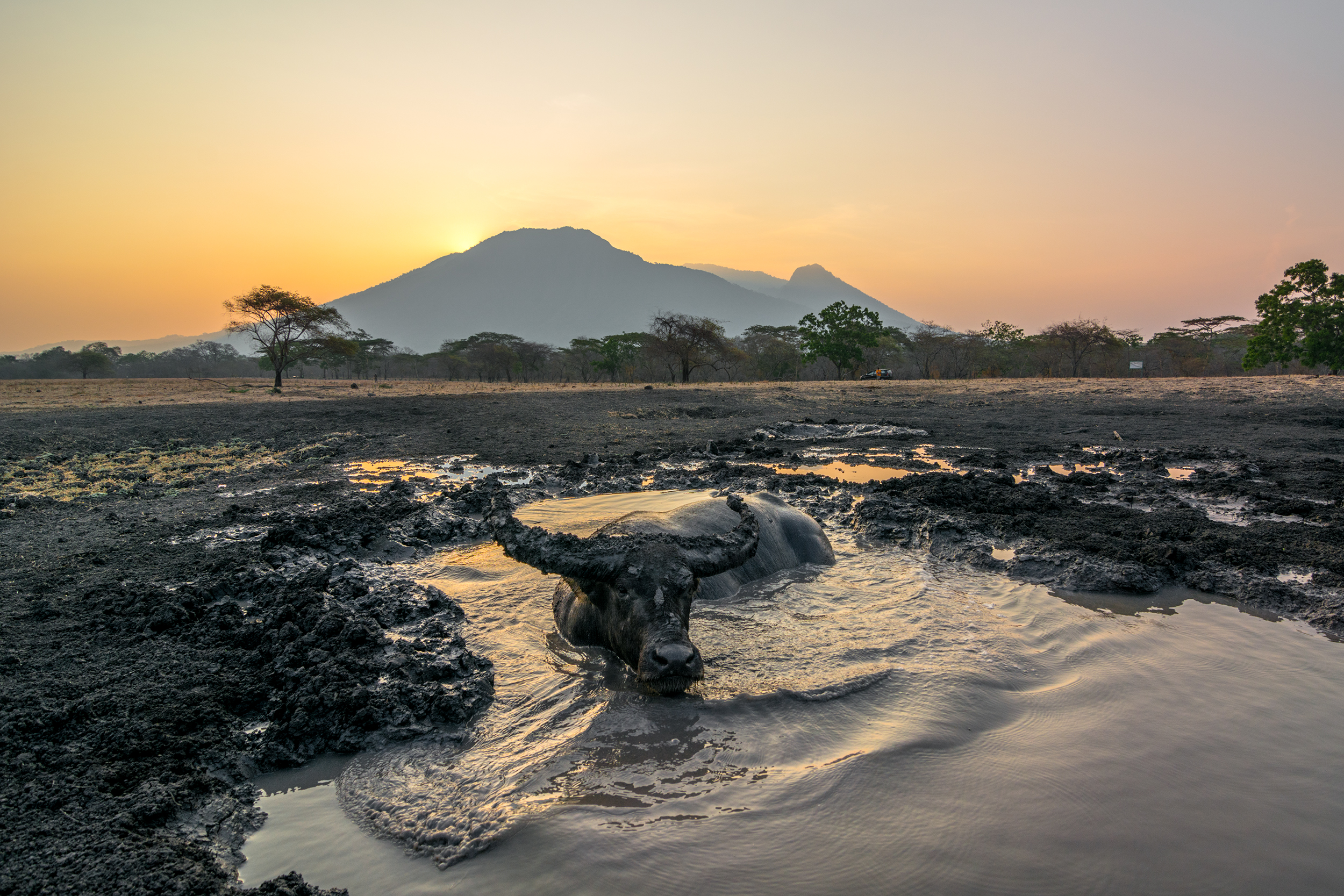

巴魯蘭國家公園是印尼的國家公園，位於東爪哇省，成立於1980年，面積250平方公里，有26種哺乳類動物棲息，包括爪哇野牛、赤麂、爪哇鼷鹿、漁貓、爪哇豹等。